# ジャン＝イヴ・ボッスール

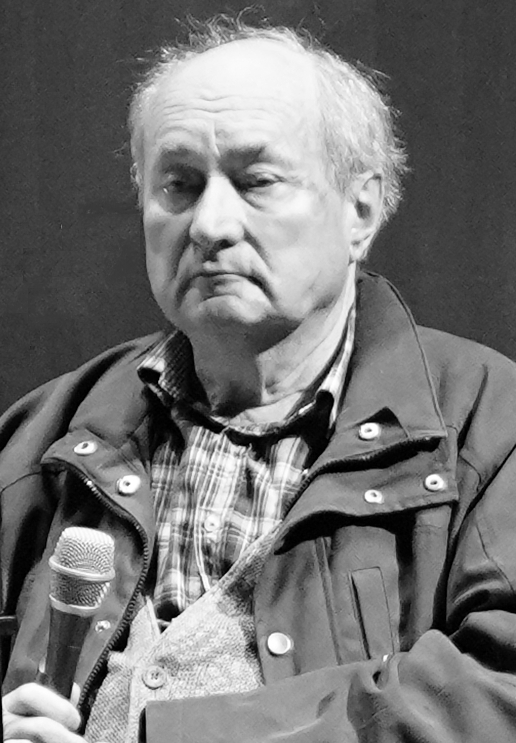
ジャン＝イヴ・ボッスール

ジャン＝イヴ・ボッスール（Jean-Yves Bosseur、1947年2月5日 パリ - ）は、フランスの現代音楽の作曲家、著作家。

## 略歴
1965年から1968年まで、ケルン音楽大学でアンリ・プッスールとカールハインツ・シュトックハウゼンに作曲を学んだ。その後、パリ大学で審美哲学の博士号を取得。現在までの作曲作品数は200を越え、とりわけ舞台作品や室内楽曲が名高い。
現在、ストラスブール音楽院研究主任、ボルドー音楽院作曲教授を務めている。教科書の著者として知られている。

## 主な著書
- Vocabulaire de la musique contemporaine 2020, ISBN 978-2-86931-158-9. 増補第四版 [3][4]
- Compositeur parmi les peintres. Collection Musique/Transversales. Sampzon: Editions Delatour France. ISBN 978-2-75210-143-3.